# 冷血太保
《冷血太保》（義大利語：1990: I guerrieri del Bronx）是一部1982年的義大利動作科幻电影，由安佐·G·凱泰拉雷執導。

## 剧情
安是军火制造巨头曼哈頓公司17岁的继承人。由于无法面对自己将在18岁时继承这家道德上有問題的公司而產生的罪惡感，安离家出走，来到了纽约布朗克斯行政區的一片无法无天的荒地。影片的片頭字幕解釋道：“1990年。布朗克斯被正式宣布为‘無人區’。当局放弃了恢复法律和秩序的一切努力。从那时起，这个地区就由騎士統治。”
安遭到一个叫“僵尸”的轮滑幫派袭击，被一个叫“骑士”的摩托车帮派所救，受到他们的头目“垃圾”保护。安和垃圾很快坠入爱河。
另一个强大的帮派“老虎”杀死了一个名叫克里斯的骑士。老虎的头目“食人魔”告诉垃圾，克里斯身上带着一个“小裝置”——一种窃听器，看起来像手表，与曼哈顿警方的无线电频率相同。曼哈顿公司用它来确认安的位置。
曼哈顿公司雇佣了冷酷无情又心理病态的僱傭兵“錘子”去找回安。他进入布朗克斯后，杀死了两名“骑士”，将一枚金戒指放在帮派总部，然后逃离现场。骑士紧追不舍，试图抓住錘子，但他逃脱了。
安找到了金戒指，把它交给了垃圾，垃圾认出戒指是老虎的。骑士认为老虎是指派锤子来袭的幕后黑手，因此呼籲開戰。然而，垃圾却持怀疑态度。
僵尸伏击并绑架了安。垃圾告诉其他骑士，他想与食人魔结盟来营救她。大多数人都不喜欢这个主意。垃圾和两名忠诚骑士在布朗克斯奋战时，遇到了音樂劇帮派和名为“清道夫”的地下帮派。清道夫杀死了一名骑士。
与此同时，名叫“冰”的叛徒骑士发现名叫“热狗”的当地人与锤子合作。冰把安被绑架的消息告诉了锤子，还透露了垃圾要救她的计划。然后，冰前往僵尸总部，警告他们的首领“魔像”，营救行动正在逼近。
垃圾来到老虎的总部，锤子试图诬陷他杀死了一名老虎。然而，垃圾被抓获后，他讓食人魔相信凶手是锤子，而且锤子正在尽力让布朗克斯的所有帮派自相残杀。垃圾进一步解释了情况，提议他和食人魔一起去救安。食人魔同意了，于是他、他的得力助手“女巫”和垃圾一同上路。
三人来到僵尸总部。趁食人魔和魔像决斗时，垃圾把安从锁链中解救出来。冰打算逃跑时，热狗想要阻止，结果被冰刺死。冰批评垃圾是个不切实际的领导者，为了像安这样富有的外来者不惜牺牲一切。两人大打出手，最后冰被刺死。
安在老虎总部庆祝她的18岁生日。聚會期间，曼哈顿公司的一支私人武裝在锤子的带领下闯入大楼，屠杀了所有在场的人。尽管锤子奉命救回安，但疯狂的他却宣称不会有幸存者。安为垃圾挡枪，中弹身亡。垃圾愤怒之下杀死了锤子，骑着摩托车拖着他的尸体穿过布朗克斯。

## 演员
- 史蒂芬娜·吉羅拉米·古德溫 饰 安
- 馬克·古格里（英语：Mark Gregory (actor)） 饰 垃圾
- 維克·莫羅 饰 锤子
- 克里斯托夫·康納利（英语：Christopher Connelly） 饰 热狗
- 佛瑞德·威廉森 饰 食人魔
- 伊丽莎白·德西（英语：Elisabetta Dessy） 饰 女巫
- 羅可·勒羅 饰 保罗
- 喬治·伊士曼（英语：George Eastman (actor)） 饰 魔像
- 卡拉·布雷特 饰 鋼鐵人头目
- 约翰·洛弗雷多（英语：Joshua Sinclair） 饰 冰
- 恩尼奧·吉羅拉米（英语：Enio Girolami） 饰 特德·费希尔
- 安佐·G·凱泰拉雷（英语：Enzo G Castellari） 饰 副主席
- 马特·马利诺夫斯基 饰 頭髮男

## 制作
製作這部電影的想法最初是由製片人法布里奇歐·德安捷羅斯提出的，當時他錯過了前往曼哈頓酒店的地鐵站，最後來到了布朗克斯的一個危險街區。德安捷羅斯表示，他有了一個未來城市的想法，其中的年輕人將為自己的家園而戰。
《冷血太保》是安佐·G·凱泰拉雷與製片人法布里奇歐·德安捷羅斯共同製作的三部科幻電影之一。這些電影受到《疯狂的麦克斯2》（1981年）、《殺神輓歌》（1979年）和《纽约大逃亡》（1981年）的影響。凱泰拉雷在拍攝時改變了德安捷羅斯的一些情節想法，譬如納入更多奇怪的幫派，例如輪滑幫派。谈及《冷血太保》、《未來蠻荒戰》和《最後一滴血》時，凱泰拉雷表示，這三部電影的編劇、準備和拍攝只用了六個月的時間。
義大利法規要求電影50%的鏡頭必須在義大利拍攝。為了解決這個問題，影片外景地在布朗克斯拍攝，而室內場景則在罗马拍攝。

## 发行
《冷血太保》於1982年10月29日在義大利上映。